# Nobleza británica

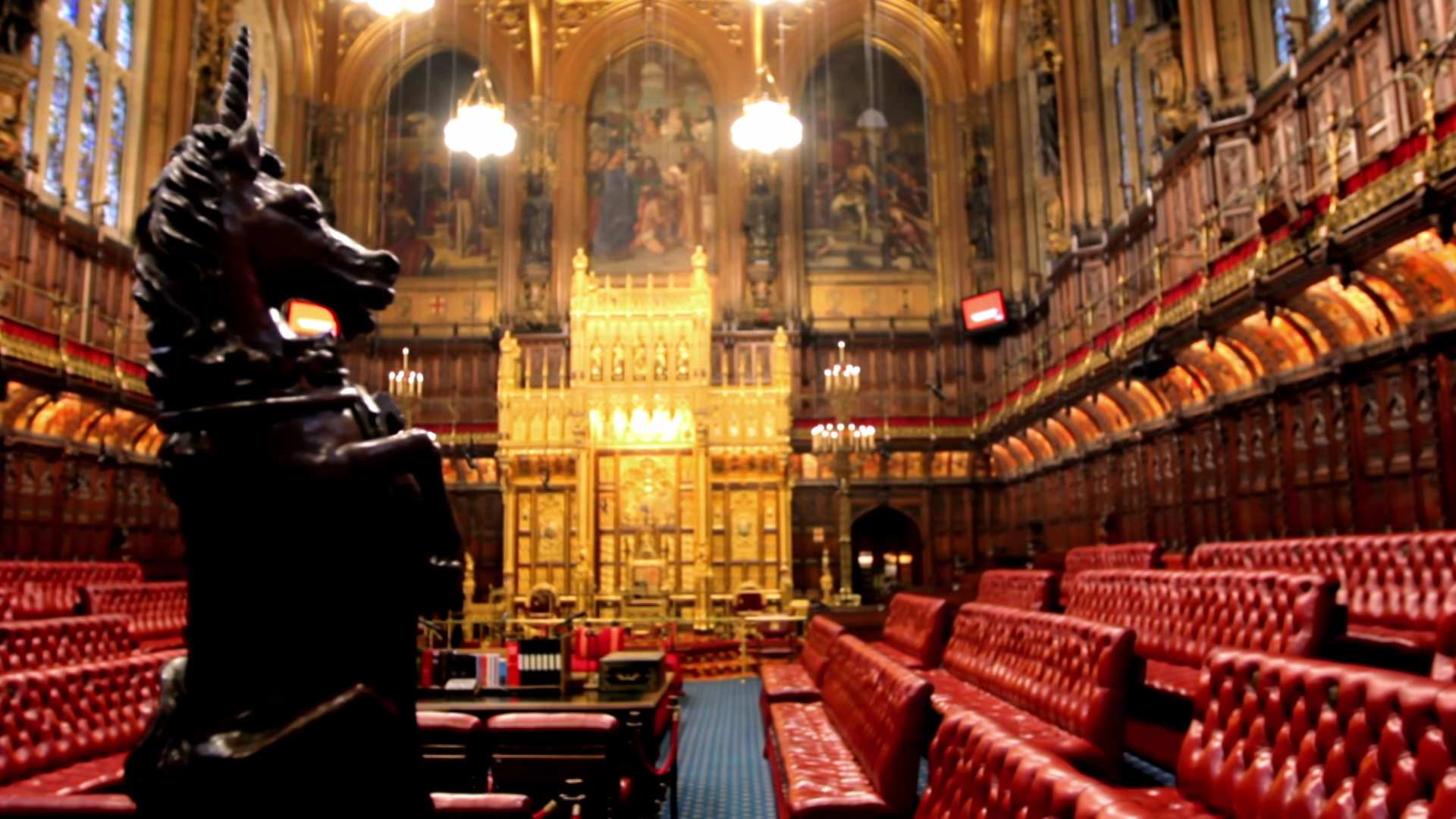
Cámara de los lores.

La nobleza británica hace referencia a las familias nobles del Reino Unido. La nobleza de las cuatro naciones constituyentes del Reino Unido ha desarrollado un papel principal en el establecimiento de la historia del país, aunque en el presente los nobles no ostentan tanto poder como antaño.

## Historia general de la nobleza británica
La nobleza británica se compone de dos entidades: la alta nobleza y la pequeña nobleza. El Diccionario de Merriam-Webster, el Diccionario de Webster y la Enciclopedia Encarta consideran incluso que la pequeña nobleza es una parte separada de la nobleza. Los miembros de la alta nobleza poseen títulos (duque, marqués, conde, vizconde, barón), a los que se refiere frecuentemente como nobles o lores. El resto de la nobleza es englobada en la baja nobleza, con la excepción del baronet, que es un título de caballeros hereditario, o aquellos que son nombrados caballeros (de por vida), siendo nombrados "sir X Y", no ostentan títulos aparte de la cualificación de señor o gentleman (que es un título legal).
Antes del siglo XX, los títulos nobiliarios eran generalmente hereditarios y (con unas pocas excepciones), descendían por línea masculina. El primogénito varón de un duque, marqués o conde frecuentemente tiene un título de cortesía, a menudo uno de los títulos subsidiarios del titular. Por ejemplo, el hijo mayor del conde de Snowdon se llama vizconde Linley (par cortesia).
En 1958 el gobierno introdujo (no hereditariamente) nobles y después se crearon títulos hereditarios sólo para miembros de la Familia Real. Esto, sin embargo, es sólo una convención y no siempre se contempla, especialmente por Margaret Thatcher, quien creó unos pocos títulos nobiliarios hereditarios.
Hasta 1999 la posesión de un título en la nobleza inglesa automáticamente habilitaba a su poseedor en un nombramiento en la Cámara de los Lores, una vez alcanzada la mayoría de edad. Los nobles escoceses (desde 1707) y los irlandeses (desde 1801) eligieron a algunos de los suyos para la Cámara de los Lores. Desde 1999 sólo 92 títulos nobiliarios hereditarios tienen el derecho de presidir tal cámara, elegidos por votación. Un miembro de los Lores no puede ser miembro de la Cámara de los Comunes. En 1960, Anthony (Tony) Wedgwood-Benn MP heredó el título paterno de vizconde Stansgate. Luchó y ganó asegurarse por elección, pero fue descalificado de tomar su escaño. Como resultado, se aprobó una acta que permitía a los nobles renunciar a sus títulos.

## Rangos nobiliarios británicos

### Duques
- Lista de duques en la nobleza de Inglaterra
- Lista de duques en la nobleza de Escocia
- Lista de ducados en la nobleza de Irlanda
- Lista de duques en la nobleza de Gran Bretaña
- Lista de ducados en la nobleza del Reino Unido

### Marqueses
- Lista de marquesados británicos

### Condes
- Lista de condados británicos

### Vizcondes
- Lista de vizcondados británicos

### Barones
- Lista de baronías británicas

### Baronetos
- Lista de baronetos británicos

### Caballeros
- Caballero británico

### Antiguos títulos menores
- Señoríos
- Jefes de Clan
- Barones feudales